# Google Store
Google Store是由Google運營的在線硬件零售商，銷售Google Nexus和Google Pixel設備，Chromecast，Android Wear 智能手錶，Nest恆溫器，Chromebook和附件（包括鍵盤，充電器和手機套）。Google商店銷售由Google製作的產品或與該公司合作製作的產品。它於2015年3月11日推出，並將Google Play的“設備”部分替換為Google的硬件零售商。
Google也嘗試了開實體店。2016年10月，它在紐約市開設了一家臨時商店，以展示其當時最近宣布的硬件產品，並於接下來的一個月在其選擇的百思買商店中開設了“Google商店”，在加拿大的店內商店位置。

## 地點

### 線上
在互聯網上，Google商店取代了Google Play網站上的設備部分。

### 臨時商店

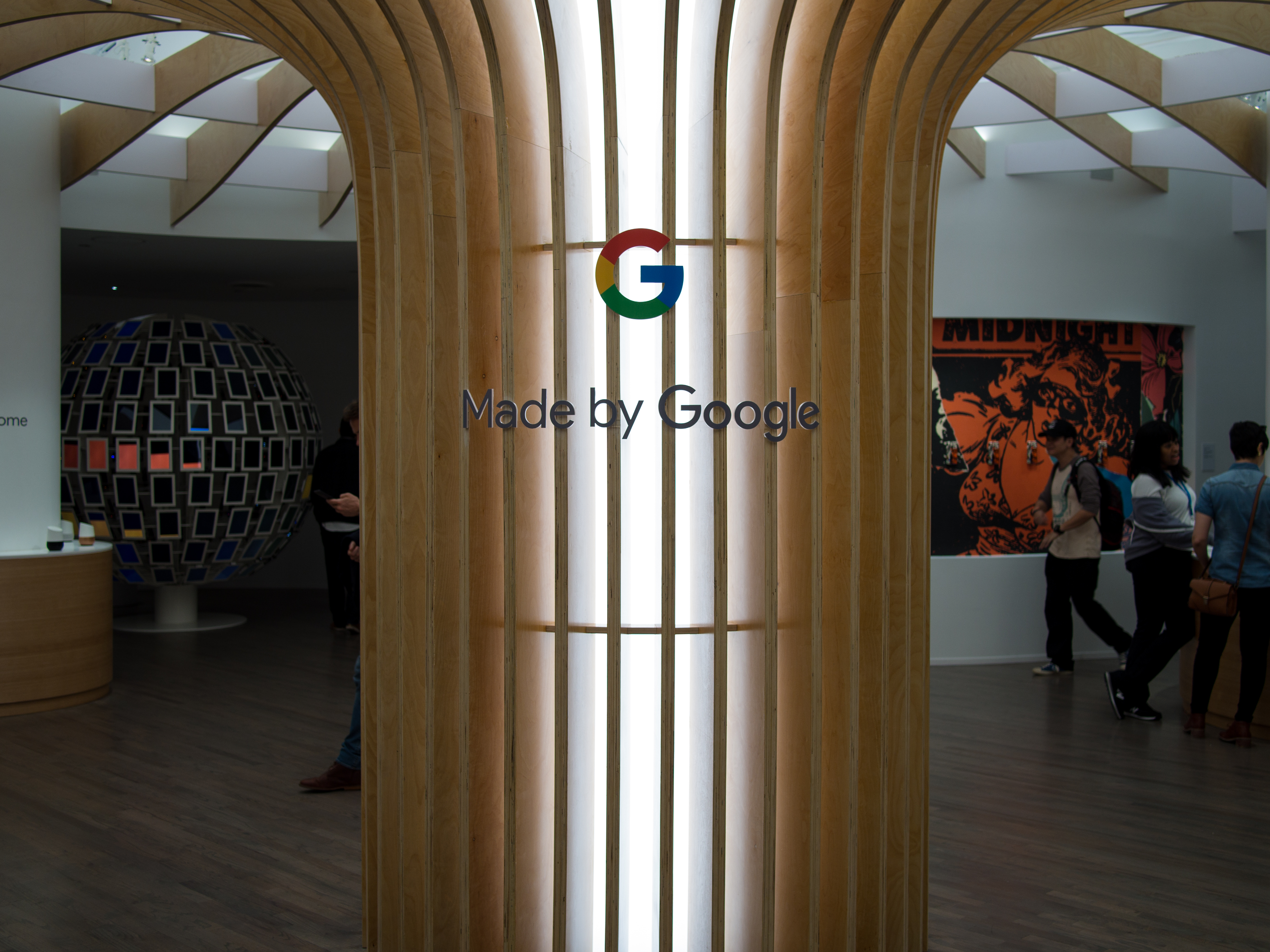
紐約市Google臨時商店的內部裝飾

2016年10月，Google 在紐約Soho區開設了一家臨時商店“Made by Google” 。該空間提供了該公司最近開發的硬件產品，包括Pixel智能手機，Google Home智能揚聲器和Daydream View虛擬現實耳機。

### 百思買
在2016年11月，Google開設了Google商店，這是 Google展示其硬件產品的商店。在加拿大精選的百思買地點提供的Google商店為Google提供了零售業務，這對建立一個規模龐大，忠誠度高的移動設備客戶群至關重要，而且這不是谷歌以前的Nexus計劃的真正目標。這些商店是明顯有Google其視覺美學特色為輕質木紋和灰色面料配以鮮豔色彩的俏皮提示，以及定制房間有限時嵌套的定制組合家具，可以輕鬆容納，比如說，訂製椅子，Google零售營銷總監Janell Fischer表示：“當人們可以進入會發現，玩樂並獲得樂趣，而且恰巧是與技術相關的時候，我們喜歡它，所以我們確實嘗試了許多不同的沉浸式有些經驗，有些是對產品和產品功能的直接展示，但有些則更具探索性和趣味性“。每個Google商店“都可以為其居住的城市量身定制獨特的數碼產品”。

## 獎項
Google商店在消費電子類別中獲得了2016年度威比奖。